# Le Seigneur des anneaux : Gollum
Le Seigneur des anneaux : Gollum (en anglais The Lord of the Rings: Gollum) est un jeu vidéo développé par Daedalic Entertainment et co-édité par Daedalic Entertainment et Nacon, sorti le 25 mai 2023 sur PC, PlayStation 4, PlayStation 5, Xbox One et Xbox Series, et prévu à une date indéterminée sur Nintendo Switch. Il prend place dans l'univers des romans Le Seigneur des anneaux de J. R. R. Tolkien.
Le jeu est particulièrement mal accueilli par la critique, et en juin 2023 le studio Daedalic annonce cesser toute activité liée au développement de jeux pour se recentrer sur son rôle d'éditeur.

## Trame
Le joueur incarne Gollum dans une période située entre sa découverte de l'Anneau unique et les événements décrits dans Le Seigneur des anneaux. L'histoire débute dans la forteresse de Barad-dûr dont Gollum, prisonnier, doit s'échapper. 

## Développement
Le jeu est annoncé par Daedalic Entertainment en mars 2019. Le magazine allemand GameStar publie les premières images du jeu en mai 2020. En janvier 2021, Nacon devient co-éditeur du jeu. Sa sortie est initialement prévue le 1er septembre 2022 sur PC, PlayStation 4, PlayStation 5, Xbox One et Xbox Series et Nintendo Switch,. Finalement, le 25 juillet 2022, via Twitter, Daedalic Entertainment annonce que le jeu est repoussé de plusieurs mois, sans date mentionnée. Le jeu sort finalement le 25 mai 2023.
Le développement du jeu nécessite près de 15 millions d'euros. D'après des développeurs de Daedalic, la production aurait souffert d'une date de sortie trop restrictive, qui les aurait poussés à couper de nombreux pans du jeu comme des personnages ou des cinématiques pour s'assurer une sortie en temps et en heure. Des articles du journal allemand Game Two et du site américain IGN font état de conditions de travail dégradées à Daedalic lors du développement du jeu : le directeur général et le directeur des opérations auraient fait régner une atmosphère de peur, les développeurs auraient été soumis à du crunch non payé, et les employés les plus inexpérimentés auraient été assimilés à de la « main d'œuvre bon marché » et auraient souffert d'une pression toxique de la part du management.

## Accueil
Il reçoit à sa sortie un accueil critique particulièrement mauvais, l'agrégateur Metacritic lui attribuant 41/100 sur PC et 35/100 sur PlayStation 5. Ce consensus négatif amène son éditeur, Nacon, à publier une lettre d'excuse à destination des joueurs. Des employés du studio Daedalic clament par la suite que la lettre a été écrite sans les en informer, et à l'aide de l'outil d'écriture automatique ChatGPT.
En juin 2023, à la suite de l'accueil désastreux qui a été réservé au jeu par la presse et le public, le studio Daedalic annonce mettre fin au développement interne de Gollum. De même, il cesse toute activité liée au développement de jeux en fermant son studio à Hambourg afin de se recentrer sur son rôle d'éditeur. Au passage, il abandonne un second projet basé sur la franchise du Seigneur des Anneaux. Au moins 25 employés devraient être licenciés, escompte alors Daedalic,. 